# Adagietto (Penderecki)
Het Adagietto van de Poolse componist Krzysztof Penderecki is een instrumentaal werk, hoewel het samengesteld is uit fragmenten uit zijn opera "Het Verloren Paradijs" (Pools: Raju utraconego). De opera heeft een dermate enorm apparaat (groot orkest, veel solisten, koor, decor etc.) nodig om uitgevoerd te worden, dat deze vanwege die uitbundigheid zelden wordt uitgevoerd. Op zich stelt het Adagietto met 5 minuten niet zo veel voor. Bij beluistering blijkt het echter een typisch Mahleriaanse compositie; het zou zo maar weggeplukt kunnen zijn uit een van de latere symfonieën van de Oostenrijker. Aan het werk is ook niet te horen dat het opgebouwd is uit fragmenten, alles loopt soepel in elkaar over.

## Bron en discografie
- Uitgave Polskie Nagrania; Pools Nationaal Radio-Symfonieorkest o.l.v. Antoni Wit